# Ludwig Anton Doll
Ludwig Anton Doll (* 21. September 1919 in Godramstein; † 19. Februar 2009 in Speyer) war ein deutscher Historiker und Archivar.

## Leben
Ab 1939 studierte er Germanistik und Geschichte an den Universitäten München und Tübingen. 1945 wurde er als Anwärter für den gehobenen Archivdienst am Staatsarchiv Speyer zugelassen. 1948 wurde er bei Heinrich Büttner zum Dr. phil. promoviert. Der Absolvent des 1. wissenschaftlichen Kurses der Archivschule Marburg war er seit 1950 Archivar des höheren Dienstes am Landesarchiv Speyer (1972–1984 als Behördenleiter). Von 1949 bis 1964 betreute er außerdem nebenamtlich das Stadtarchiv Speyer.

## Schriften (Auswahl)
- Der Landkreis Speyer. Speyer 1961, OCLC 312253464.
- Handel und Wandel in einer alten Stadt. Ein Streifzug durch 1500 Jahre Speyerer Wirtschaftsgeschichte. Speyer 1964, OCLC 164444223.
- Speyer. Bild einer Stadt. Speyer 1974, ISBN 3-87382-025-0.
- Ubi maxima vis regni esse noscitur. Ausgewählte Abhandlungen zur pfälzischen Geschichte. Mainz 1999, ISBN 3-929135-28-0.
  - Bibliographie Dr. Ludwig Anton Doll 1948–1999